# Dangerous and Moving
Dangerous and Moving é o título do segundo álbum de estúdio da dupla russa t.A.T.u., lançado em 5 de outubro de 2005. É mais eletrônico e menos rocker que o primeiro trabalho da dupla.
A versão russa do álbum é intitulada Lyudi Invalidy (em cirílico: Люди Инвалиды) e foi lançada no mesmo ano que a versão em inglês.

## Faixas
| #   | Título da Faixa                                                         |      |
| --- | ----------------------------------------------------------------------- | ---- |
| 1.  | Dangerous and Moving (Intro)                                            | 0:51 |
| 2.  | All About Us [1º single]                                                | 3:01 |
| 3.  | Cosmos (Outer Space)                                                    | 4:12 |
| 4.  | Loves Me Not [4º single]                                                | 2:55 |
| 5.  | Friend or Foe [2º single]                                               | 3:08 |
| 6.  | Gomenasai [3º single]                                                   | 3:42 |
| 7.  | Craving (I Only Want What I Can't Have)                                 | 3:50 |
| 8.  | Sacrifice                                                               | 3:10 |
| 9.  | We Shout                                                                | 3:02 |
| 10. | Perfect Enemy                                                           | 4:12 |
| 11. | Obez'yanka Nol'                                                         | 4:25 |
| 12. | Dangerous and Moving                                                    | 4:35 |
|     | Bonus                                                                   |      |
| 13. | Vsya Moya Lyubov' (Japão, Reino Unido, Europa, América Latina, Oceania) | 5:49 |
| 14. | Lyudi Invalidy (Japão, Reino Unido)                                     | 4:37 |
| 15. | Divine (Japão)                                                          | 3:17 |

### Demos
- One Love
- I Know
- Reach Out
- You (I Miss You)
- All My Love
- Wrap It Up

## Paradas musicais
| País                            | Melhor posição |
| ------------------------------- | -------------- |
| Austrian Albums Chart           | 13             |
| Belgian Albums Chart (Flanders) | 84             |
| Belgian Albums Chart (Wallonia) | 85             |
| Finnish Albums Chart            | 20             |
| French Albums Chart             | 23             |
| German Albums Chart             | 12             |
| Italian Albums Chart            | 15             |
| Japanese Albums Chart           | 9              |
| Mexican Albums Chart            | 1              |
| Polish Albums Chart             | 25             |
| Spanish Albums Chart            | 55             |
| Swedish Albums Chart            | 37             |
| Swiss Albums Chart              | 26             |
| UK Albums Chart                 | 78             |
| US Billboard 200                | 131            |